# Gazivode
Gazivode är en ort i Bosnien och Hercegovina.   Den ligger i entiteten Republika Srpska, i den östra delen av landet, 40 km öster om huvudstaden Sarajevo. Gazivode ligger 890 meter över havet och antalet invånare är 129.
Terrängen runt Gazivode är kuperad österut, men västerut är den platt.Närmaste större samhälle är Sokolac, 3,6 km nordväst om Gazivode. 
Omgivningarna runt Gazivode är en mosaik av jordbruksmark och naturlig växtlighet. Runt Gazivode är det ganska tätbefolkat, med 67 invånare per kvadratkilometer.